# 핸들 (컴퓨팅)
핸들(handle)은 자원(resource)에 대한 추상적인 참조이다. 핸들은 응용 소프트웨어가 데이터베이스나 운영 체제 같은 다른 시스템에서 관리되는 메모리 블록들이나 객체들을 참조하는데 사용된다. 리소스 핸들은 불투명한 식별자가 될 수도 있고(이 경우에 보통 리소스의 종류를 관리하기 위한 배열 인덱스나 테이블을 나타내는 정수 번호로 사용된다) 또는 더 많은 정보에 접근할 수 있게 해주는 포인터가 될 수도 있다.
일반적인 리소스 핸들로는 파일 서술자, 네트워크 소켓, 데이터베이스 연결, 프로세스 식별자(PID) 등이 있다. 프로세스 ID나 작업 ID는 명시적으로 확인할 수 있는 정수이다. 하지만 파일 서술자나 소켓(종종 파일 서술자 형태로 구현되는)들은 정수로 표현되지만 일반적으로 불투명하게 여겨진다.

## 포인터와 비교
포인터가 참조하는 대상의 주소를 갖는 반면, 핸들은 외부적으로 관리되는 참조를 추상화한 것이다; 이것의 불투명함은 (포인터에서는 불가능한 것과 달리) 핸들을 무효화시키지 않고도 참조 대상이 시스템에 의해서 메모리에서 재배치될 수 있게 해준다. 간접 참조의 여분의 층 또한 관리하는 시스템의 동작(참조 대상에 대해 수행하는)이 할 수 있는 제어를 증가시킨다. 일반적으로 핸들은 전역 배열에 대한 인덱스이거나 포인터이다.
핸들 누수는 컴퓨터 프로그램이 자원에 대한 핸들을 요구하고 다 사용한 후에 놓지 않을 때 발생하는 소프트웨어 버그이다; 이것은 자원 누수의 형태로서 메모리를 가리키는 대한 포인터에 대한 메모리 누수와 비슷하다.

## 보안
컴퓨터 보안 용어로서, 핸들을 통한 자원에 대한 접근이 다른 시스템에 의해 가능해질 수 있기 때문에 핸들은 커퍼시티로서 기능한다. 이것은 객체에 대한 식별자 뿐만 아니라 접근 권한과도 연관된다. 예를 들면 파일 이름을 지어낼 수 있을 때, 핸들은 외부 시스템에서 사용자에게 주어지며 단순히 식별자가 아니라 주어진 접근 권한도 나타낸다.

예를 들면 만약 프로그램이 시스템 패스워드 파일(/etc/passwd)을 read/write 모드(O_RDWR)를 가지고 읽고자 할 때, 다음과 같은 호출을 통해 파일을 여려고 시도할 수 있다:
```
int
 
fd
 
=
 
open
(
"/etc/passwd"
,
 
O_RDWR
);

```

이 호출은 운영 체제가 구체적인 접근 권한을 가지고 특정한 파일을 열게끔 요청한다. 만약 운영 체제가 이것을 허용한다면 이것은 파일을 열고 핸들(파일 서술자, 이 테이블에 대한 인덱스)을 사용자에게 반환한다: 실제 접근은 운영 체제에 의해서 제어되지만 핸들은 그것의 토큰이다. 반대로 운영 체제가 접근을 거부한다면 파일을 열 수도 핸들을 반환할 수도 없다.
커퍼시티 기반 시스템에서 핸들은 연관된 접근 권한과 함께 프로세스 사이에서 전달될 수 있다. 참고로 이 경우에 핸들은 반드시 지어낼 수 있는 작은 정수가 아니어야 한다. 커퍼시티 기반 시스템이 아닌 경우에 각 프로세스는 반드시 자원의 식별과 요구되는 접근 권한을 명시하기 위하여 각각의 핸들을 얻어야 한다.

## 예시
핸들은 1980년대 운영 체제에서 메모리 관리를 위한 인기있는 해결책이었다. C 표준 I/O 라이브러리에서 파일 데이터 구조체는 파일 핸들이다(유닉스에서는 파일 서술자이다). 다른 데스크톱 환경처럼 윈도우 API도 객체를 나타내고 운영 체제와 사용자 공간과의 통신을 위해 시스템에서 핸들을 매우 많이 사용한다. 예를 들면 데스크톱에서 윈도우는 핸들 타입 HWND 를 통해 나타낸다.

## 같이 보기
- 메모리 풀
- 약한 참조